# کره (هندسه)

نگارهٔ یک کره به صورت توپولوژی.

کُره یا گوی یا سِپِهر (به انگلیسی: Sphere) یک جسم هندسی کاملاً گرد در فضای سه بعدی است. برای نمونه توپ یک کره است. کره مانند دایره که در دو بعد است، در فضای سه بعدی یک کاملاً متقارن در گرداگرد یک نقطه‌است. تمام نقاطی که بر سطح کره جای دارند در فاصلهٔ یکسان از مرکز کره قرار دارند. فاصلهٔ این نقطه‌ها از مرکز کره، شعاع کره نام دارد و با حرف r نمایش داده می‌شود. بلندترین فاصله از دو سوی کره (که از درون کره عبور کند) قطر کره نام دارد. قطر کره از مرکز آن نیز می‌گذرد و در نه نتیجه اندازهٔ آن دو برابر شعاع است.

## تعریف
کره به این صورت تعریف می گردد:
کره مجموعه نقاطی از فضا است که این نقاط به فاصله ی یکسان در مرکز کره شعاع آن را ایجاد می کند،کره نوعی چندوجهی منحنی پیچیده ای است که از نوع احجام هندسی است.

## اصلاحات پایه[۲]
شعاع کره را باRیاrنشان می دهند.شعاع کره از مرکز دایره تا نقطه ای نقاط کره امتداد دارد. اگر شعاع را از مرکز دایره کره به نقطه ای از کره که قاعده نصف کند امتداد دهیم قطر به وجود می آید.قطر دوبرابر شعاع است که با نماد2rیاdنشان می دهند.اگر شعاع کره برابر با عدد۱ باشد این کره یک واحد کره به حساب می آید.سیارات و ستاره ها و کره زمین و خورشید به صورت کروی هستند و از نوع کرات متشابه هستند.این اجرام آسمانی هم شعاع نیستند و به همین چون کره هستند باهم تشابه دارند. ریاضیدانان کره را یک سطح بسته دو بعدی می دانند که در فضای سه بعدی اقلیدسی جاسازی شده است . آنها یک کره و یک توپ را که یک منیفولد سه بعدی با مرزی است که شامل حجم موجود در کره است، متمایز می کنند. یک توپ باز خود کره را حذف می کند، در حالی که یک توپ بسته شامل کره است: یک توپ بسته ترکیب توپ باز و کره است و یک کره مرز یک توپ (بسته یا باز) است. تمایز بین توپ و کرههمیشه حفظ نشده است و به خصوص منابع ریاضی قدیمی تر در مورد کره به عنوان یک جامد صحبت می کنند. تمایز بین " دایره " و " دیسک " در هواپیما مشابه است.
کره های کوچک گاهی اوقات کروی نامیده می شوند، به عنوان مثال کره مریخ .

### نکاتی درباره کره
- حجم کره دوسوم حجم استوانه است

- مساحت آن چهار برابر مساحت دایره است

- کره نوعی چندوجهی است

- کره از نوع احجام هندسی است

- اگر حجم دو کره هم شعاع رد درهم ضرب کنیم حاصل برابر با چهار برابر حجم کره با شعاع مجذور دوکره است

- اگر مساحت دو کره هم شعاع رد درهم ضرب کنیم حاصل برابر با چهار برابر مساحت کره با شعاع مجذور دوکره است

- کره در مختصات سه بعدی به کار می رود

## معادلات[۲]
در هندسه تحلیلی کره ای با مرکز(x0,y0,z0)داشته باشیم و  مختصات کره(x,y,z)برابر با مکان تمامی شعاع کره باشد. می توان آن را به صورت یک چند جمله ای درجه دوم بیان کرد، یک کره یک سطح چهارگانه ، نوعی سطح جبری است.{\displaystyle (x-x_{0})^{2}+(y-y_{0})^{2}+(z-z_{0})^{2}=r^{2}.}
معادله فرض کنید a، b، c، d، e اعداد حقیقی با a ≠ 0 باشند و درمعادله درجه یک قرار دهید{\displaystyle x_{0}={\frac {-b}{a}},\quad y_{0}={\frac {-c}{a}},\quad z_{0}={\frac {-d}{a}},\quad \rho ={\frac {b^{2}+c^{2}+d^{2}-ae}{a^{2}}}.}سپس معادله برابر با{\displaystyle f(x,y,z)=a(x^{2}+y^{2}+z^{2})+2(bx+cy+dz)+e=0}

### معادله پارامتریک
اگر به صورت پارامپر معادله کره بدست آوریم به طوری که شعاع کره برابر با{\displaystyle r>0}باشد و مرکز کره ما برابر با{\displaystyle (x_{0},y_{0},z_{0})}باشد به صورت زیر نوشته می گردد
{\displaystyle {\begin{aligned}x=x_{0}+r\sin \theta \;\cos \varphi \\y=y_{0}+r\sin \theta \;\sin \varphi \\z=z_{0}+r\cos \theta \,\end{aligned}}}
نمادهای استفاده شده در اینجا همان نمادهایی است که در مختصات کروی استفاده می شود . r ثابت است، در حالی که θ از 0 تا π و{\displaystyle \varphi }متغیر است از0 تا{\displaystyle 2\pi } نیز متغیر است .

## تعریفات کره بر اساس حوزه ریاضیات[۲]

### هندسه کروی
عناصر اساسی هندسه صفحه اقلیدسی نقاط و خطوط هستند . در کره، نقاط به معنای معمول تعریف می شوند. آنالوگ "خط" ژئودزیک است که یک دایره بزرگ است . مشخصه تعیین کننده یک دایره بزرگ این است که صفحه ای که تمام نقاط آن را در بر می گیرد از مرکز کره نیز عبور می کند. اندازه‌گیری با طول قوس نشان می‌دهد که کوتاه‌ترین مسیر بین دو نقطه قرار گرفته روی کره، بخش کوتاه‌تر دایره بزرگ است که نقاط را شامل می‌شود.
بسیاری از قضایای هندسه کلاسیک برای هندسه کروی نیز صادق است، اما همه اینها صادق نیستند، زیرا کره نمی تواند برخی از فرضیه های هندسه کلاسیک ، از جمله فرض موازی را برآورده کند . در مثلثات کروی ، زاویه ها بین دایره های بزرگ تعریف می شوند. مثلثات کروی از بسیاری جهات با مثلثات معمولی متفاوت است . به عنوان مثال، مجموع زوایای داخلی یک مثلث کروی همیشه از 180 درجه بیشتر است. همچنین، هر دو مثلث کروی مشابه همخوان هستند.
هر جفت نقطه روی یک کره که روی یک خط مستقیم از مرکز کره (یعنی قطر) قرار می گیرد، نقاط پادپای نامیده می شوند - روی کره، فاصله بین آنها دقیقاً نصف طول محیط است.  هر جفت نقطه متمایز دیگری (یعنی نه پادپا) روی یک کره
- روی یک دایره بزرگ بی نظیر دراز بکش،

- آن را به یک قوس مینور (یعنی کوتاهتر) و یک قوس اصلی (یعنی بلندتر) تقسیم کنید و

- طول قوس فرعی کمترین فاصله بین آنها روی کره باشد.

هندسه کروی شکلی از هندسه بیضوی است که همراه با هندسه هذلولی هندسه غیر اقلیدسی را تشکیل می دهد.

### هندسه دیفرانسیل
کره یک سطح صاف با انحنای گاوسی ثابت در هر نقطه برابر با 1/ r2 است.  طبق نظریه گاوس، این انحنا مستقل از جاسازی کره در فضای 3 بعدی است. همچنین با پیروی از گاوس، یک کره را نمی توان با حفظ هر دو ناحیه و زوایا به صفحه نگاشت کرد. بنابراین، هر طرح ریزی نقشه نوعی اعوجاج را معرفی می کند{\displaystyle dA=r^{2}\sin \theta \,d\theta \,d\varphi }.
کره ای به شعاع r دارای عنصر مساحت است . این را می توان از عنصر حجم در مختصات کروی با r ثابت یافت.
کره ای با هر شعاع با مرکز صفر، سطحی جدایی ناپذیر از شکل دیفرانسیل زیر است :
{\displaystyle x\,dx+y\,dy+z\,dz=0.}
این معادله نشان می دهد که بردار موقعیت و صفحه مماس در یک نقطه همیشه متعامد با یکدیگر هستند. علاوه بر این، بردار معمولی رو به بیرون برابر با بردار موقعیت است که با 1/r مقیاس شده است.
در هندسه ریمانی ، حدس ناحیه پر شدن بیان می کند که نیمکره پر شدن ایزومتریک بهینه (کمترین مساحت) دایره ریمانی است .

## منحنی روی یک کره

### منحنی دایره ای(حلقه ای)
دایره‌های روی کره مانند دایره‌هایی در صفحه هستند که از تمام نقاط با فاصله معینی از یک نقطه ثابت روی کره تشکیل شده‌اند. محل تقاطع یک کره و یک صفحه یک دایره، یک نقطه یا خالی است.  دایره های بزرگ محل تلاقی کره با صفحه ای است که از مرکز یک کره می گذرد: بقیه دایره های کوچک نامیده می شوند.
سطوح پیچیده تر نیز ممکن است یک کره را به صورت دایره ای قطع کنند: تقاطع یک کره با سطح چرخشی که محور آن شامل مرکز کره است (هم محور هستند ) از دایره ها و/یا نقاط اگر خالی نباشند تشکیل شده است. به عنوان مثال، نمودار سمت راست تقاطع یک کره و یک استوانه را نشان می دهد که از دو دایره تشکیل شده است. اگر شعاع استوانه شعاع کره باشد، تقاطع یک دایره واحد خواهد بود. اگر شعاع استوانه بزرگتر از شعاع کره بود، تقاطع خالی بود.

### لوکسودروم
در ناوبری ، خط رومب یا لوکسودروم کمانی است که از تمام نصف النهارهای طول جغرافیایی در یک زاویه عبور می کند. لوکسودروم همان خطوط مستقیم در طرح مرکاتور است . خط لوزی یک مارپیچ کروی نیست . به جز برخی موارد ساده، فرمول خط روم پیچیده است.

### منحنی کلیا
منحنی کللیا منحنی روی کره ای است که طول جغرافیایی آن است{\displaystyle \varphi }و همبستگی{\displaystyle \theta }معادله را برآورده کند
{\displaystyle \varphi =c\;\theta ,\quad c>0}
موارد خاص عبارتند از: منحنی ویویانی ({\displaystyle c=1}) و مارپیچ های کروی ({\displaystyle c>2}) مانند مارپیچ سیفرت . منحنی های کلیا مسیر ماهواره ها را در مدار قطبی تقریبی می کند .

### مخروط های کروی
آنالوگ یک مقطع مخروطی روی کره یک مخروطی کروی است ، یک منحنی کوارتیک که می تواند به چندین روش معادل تعریف شود، از جمله:
- به عنوان محل تلاقی یک کره با یک مخروط درجه دوم که راس آن مرکز کره است.

- به عنوان تقاطع یک کره با یک استوانه بیضوی یا هذلولی که محور آن از مرکز کره می گذرد.

- به عنوان مکان نقاطی که مجموع یا اختلاف فواصل دایره بزرگ از یک جفت کانون ثابت است.

بسیاری از قضایای مربوط به مقاطع مخروطی مسطح به مخروط های کروی نیز گسترش می یابد.

### تقاطع یک کره با سطح عمومی تر
اگر یک کره با سطح دیگری قطع شود، ممکن است منحنی های کروی پیچیده تری وجود داشته باشد.

#### مثال
تقاطع کره - استوانه
تقاطع کره با معادله{\displaystyle \;x^{2}+y^{2}+z^{2}=r^{2}\;}و استوانه با معادله{\displaystyle \;(y-y_{0})^{2}+z^{2}=a^{2},\;y_{0}\neq 0\;}فقط یک یا دو دایره نیست. حل سیستم غیر خطی معادلات است
{\displaystyle x^{2}+y^{2}+z^{2}-r^{2}=0}
{\displaystyle (y-y_{0})^{2}+z^{2}-a^{2}=0\ .}

## مداد کروی
یک کره به طور منحصر به فرد توسط چهار نقطه که همسطح نیستند تعیین می شود. به طور کلی، یک کره به طور منحصر به فردی با چهار شرط مانند عبور از یک نقطه، مماس بودن بر صفحه و غیره تعیین می شود.این ویژگی مشابه این ویژگی است که سه نقطه غیر خطی یک دایره منحصر به فرد را در یک صفحه تعیین می کنند. در نتیجه، یک کره منحصراً توسط یک دایره و نقطه ای که در صفحه آن دایره نیست تعیین می شود (یعنی از آن عبور می کند). با بررسی راه حل های رایج معادلات دو کره می توان دریافت که دو کره در یک دایره قطع می شوند و صفحه حاوی آن دایره رادیکال نامیده می شود. صفحه ' کره های متقاطع. اگرچه صفحه رادیکال یک صفحه واقعی است، اما دایره ممکن است خیالی باشد (کره ها نقطه مشترک واقعی ندارند) یا از یک نقطه تشکیل شده باشد (کره ها در آن نقطه مماس هستند).اگر
f(x، y، z) = 0 و g( x، y، z) = 0
سپس  معادلات دو کره مجزا هستند پس :{\displaystyle \lambda f(x,y,z)+\mu g(x,y,z)=0}
همچنین معادله یک کره برای مقادیر دلخواه پارامترهای λ و μ است. مجموعه تمام کره‌هایی که این معادله را برآورده می‌کنند «مداد کره‌ها» نامیده می‌شوند که توسط دو کره اصلی تعیین می‌شود. در این تعریف، کره مجاز است یک صفحه باشد (شعاع بی نهایت، مرکز در بی نهایت) و اگر هر دو کره اصلی صفحه باشند، تمام کره های مداد صفحه هستند، در غیر این صورت فقط یک صفحه (صفحه رادیکال) در آن وجود دارد. مداد.

## خواص
یک کره را می توان به عنوان سطحی که با چرخاندن یک دایره به دور هر یک از قطرهای آن تشکیل می شود، ساخت . این اساساً تعریف سنتی کره است که در عناصر اقلیدس ارائه شده است . از آنجایی که دایره نوع خاصی از بیضی است، کره نیز نوع خاصی از بیضوی چرخش است. با جایگزینی دایره با یک بیضی که حول محور اصلی آن چرخیده است ، شکل به یک کروی پرولات تبدیل می شود . چرخش حول محور فرعی، یک کروی مایل.
یک کره به طور منحصر به فرد توسط چهار نقطه که همسطح نیستند تعیین می شود. به‌طور کلی‌تر، یک کره به طور منحصربه‌فردی  چهار شرط مانند عبور از یک نقطه، مماس بودن بر صفحه و غیره تعیین می‌شود .
در نتیجه، یک کره منحصراً توسط یک دایره و نقطه ای که در صفحه آن دایره نیست تعیین می شود (یعنی از آن عبور می کند).
با بررسی جواب های رایج معادلات دو کره ، می توان دریافت که دو کره در یک دایره همدیگر را قطع می کنند و صفحه حاوی آن دایره، صفحه رادیکال کره های متقاطع نامیده می شود.  اگرچه صفحه رادیکال یک صفحه واقعی است، اما دایره ممکن است خیالی باشد (کره ها نقطه مشترک واقعی ندارند) یا از یک نقطه تشکیل شده باشد (کره ها در آن نقطه مماس هستند).
زاویه بین دو کره در یک نقطه تقاطع واقعی، زاویه دو وجهی است که توسط صفحات مماس بر کره در آن نقطه تعیین می شود. دو کره در تمام نقاط دایره تقاطع خود با یک زاویه قطع می شوند.  آنها در زوایای قائمه متقاطع می شوند ( متعامد هستند ) اگر و فقط در صورتی که مجذور فاصله بین مراکز آنها برابر با مجموع مربعات شعاع آنها باشد.

### یازده خواص کره
این خواص را دو ریاضی دان اروپایی به اسم دیوید هیلبرت و استفان کوهن ووسن در کتاب هندسه خود توصیف کرده اند و این خواص های اثبات شده است.
- نقاط روی کره همگی از یک نقطه ثابت فاصله دارند. همچنین نسبت فاصله نقاط آن از دو نقطه ثابت ثابت است.

- بخش اول تعریف معمول کره است و آن را به طور منحصر به فرد تعیین می کند. قسمت دوم به راحتی قابل استنباط است و نتیجه مشابه آپولونیوس پرگا برای دایره را دنبال می کند. این قسمت دوم نیز برای هواپیما صادق است.

- خطوط و مقاطع صفحه کره دایره هستند.

- این ویژگی کره را به طور منحصر به فردی تعریف می کند.

- کره دارای عرض ثابت و دور ثابت است.

- عرض یک سطح فاصله بین جفت صفحات مماس موازی است. بسیاری از سطوح محدب بسته دیگر دارای عرض ثابت هستند، به عنوان مثال بدنه مایسنر . دور یک سطح، محیط مرز برآمدگی متعامد آن روی یک صفحه است. هر یک از این ویژگی ها بر دیگری دلالت دارد.

- تمام نقاط یک کره ناف هستند.

- در هر نقطه از سطح یک جهت عادی با سطح زوایای قائمه است زیرا در کره این خطوط هستند که از مرکز کره خارج می شوند. تقاطع صفحه ای که دارای حالت عادی با سطح است منحنی را تشکیل می دهد که به آن مقطع نرمال می گویند و انحنای این منحنی انحنای نرمال است . برای اکثر نقاط روی بیشتر سطوح، بخش های مختلف انحناهای متفاوتی دارند. مقادیر حداکثر و حداقل آنها را انحنای اصلی می نامند . هر سطح بسته حداقل چهار نقطه به نام نقاط نافی دارد. در یک ناف تمام انحناهای مقطعی برابر هستند. به ویژه انحناهای اصلیبرابر هستند. نقاط ناف را می توان به عنوان نقاطی در نظر گرفت که سطح آن با یک کره تقریباً نزدیک است.

- برای کره، انحنای تمام بخش های عادی برابر است، بنابراین هر نقطه یک ناف است. کره و صفحه تنها سطوحی هستند که این خاصیت را دارند.

- کره سطحی از مراکز ندارد.

- برای یک مقطع عادی، دایره ای از انحنا وجود دارد که برابر با انحنای مقطع است، مماس بر سطح است، و خطوط مرکزی آن در امتداد خط عادی قرار دارند. به عنوان مثال، دو مرکز مربوط به حداکثر و حداقل انحنای مقطع ، نقاط کانونی نامیده می شوند و مجموعه تمام این مراکز، سطح کانونی را تشکیل می دهند.

- برای اکثر سطوح، سطح کانونی دو صفحه تشکیل می دهد که هر کدام یک سطح هستند و در نقاط ناف به هم می رسند. چند مورد خاص هستند

- برای سطوح کانال یک ورق یک منحنی و ورق دیگر یک سطح است

- برای مخروط ها ، استوانه ها، توری ها و سیکلیدها ، هر دو ورق منحنی تشکیل می دهند.

- برای کره، مرکز هر دایره منعش‌کننده در مرکز کره است و سطح کانونی یک نقطه واحد را تشکیل می‌دهد. این خاصیت منحصر به کره است.

- تمام ژئودزیک های کره منحنی های بسته هستند.

- ژئودزیک ها منحنی هایی روی سطحی هستند که کمترین فاصله را بین دو نقطه نشان می دهند. آنها تعمیم مفهوم خط مستقیم در صفحه هستند. برای کره، ژئودزیک ها دایره های بزرگی هستند. بسیاری از سطوح دیگر این ویژگی را به اشتراک می گذارند.

- از میان تمام جامداتی که حجم معینی دارند، کره با کمترین مساحت سطحی است. از بین تمام جامداتی که سطح مشخصی دارند، کره بیشترین حجم را دارد.

- از نابرابری ایزوپریمتری نتیجه می شود . این ویژگی‌ها کره را به‌طور منحصربه‌فردی تعریف می‌کنند و می‌توان آن را در حباب‌های صابون مشاهده کرد : حباب صابون یک حجم ثابت را در بر می‌گیرد و کشش سطحی سطح آن را برای آن حجم به حداقل می‌رساند. بنابراین یک حباب صابون شناور آزادانه به یک کره نزدیک می شود (اگرچه نیروهای خارجی مانند گرانش شکل حباب را کمی تغییر می دهد). همچنین در سیارات و ستارگانی که گرانش سطح اجرام آسمانی بزرگ را به حداقل می رساند، دیده می شود.

- کره کوچکترین انحنای میانگین کل را در بین تمام جامدات محدب با سطح معین دارد.

- انحنای متوسط میانگین دو انحنای اصلی است که ثابت است زیرا دو انحنای اصلی در تمام نقاط کره ثابت هستند.

- کره دارای انحنای متوسط ثابت است.

- کره تنها سطح نهفته است که فاقد مرز یا تکینگی با میانگین انحنای مثبت ثابت است. سایر سطوح غوطه ور مانند سطوح حداقل دارای میانگین انحنای ثابت هستند.

- کره دارای انحنای گاوسی مثبت ثابت است.

- انحنای گاوسی حاصلضرب دو انحنای اصلی است. این یک ویژگی ذاتی است که می توان آن را با اندازه گیری طول و زوایا تعیین کرد و مستقل از نحوه قرار گرفتن سطح در فضا است. از این رو، خمش یک سطح، انحنای گاوسی را تغییر نمی‌دهد و سایر سطوح با انحنای گاوسی مثبت ثابت را می‌توان با بریدن یک شکاف کوچک در کره و خم کردن آن به دست آورد. همه این سطوح دیگر دارای مرز خواهند بود و کره تنها سطحی است که فاقد مرزی با انحنای گاوسی ثابت و مثبت است. شبه کره نمونه ای از سطحی با انحنای گاوسی منفی ثابت است.

- کره توسط یک خانواده سه پارامتری از حرکات صلب به خود تبدیل می شود.

- چرخش حول هر محوری یک کره واحد در مبدأ، کره را روی خودش ترسیم می کند. هر چرخشی حول یک خط از مبدا می تواند به صورت ترکیبی از چرخش ها حول محور سه مختصات بیان شود (به زوایای اویلر مراجعه کنید ). بنابراین، یک خانواده سه پارامتری از چرخش ها وجود دارد به طوری که هر چرخش کره را به خود تبدیل می کند. این خانواده گروه چرخشی (SO(3 است. صفحه تنها سطح دیگری است که دارای یک خانواده تبدیل سه پارامتری است (ترجمه در امتداد محورهای x - و y و چرخش حول مبدا). استوانه های دایره ای تنها سطوح با خانواده های دو پارامتری از حرکات صلب و سطوح چرخشی و هلیکوئیدی هستند.تنها سطوح با خانواده یک پارامتری هستند.

## حجم کره
در سه بُعد، حجم درون یک کره از رابطهٔ زیر بدست می‌آید:
{\displaystyle \!V={\frac {4}{3}}\pi r^{3}}
که در این رابطه، r شعاع کره و π عدد پی است. این رابطه را نخستین بار ارشمیدس بدست آورد. او نشان داد که حجم یک کره ۲/۳ حجم استوانهٔ محیطی آن کره‌است.
در ریاضیات امروزی حجم کره با کمک انتگرال‌گیری بدست می‌آید.

### اثبات حجم کره
یک کره را در یک استوانه که قطر و ارتفاع آن برابر است محاط می کنیم. ابتدا کره را به دو نیم کره تقسیم میکنیم. اگر نیم کره را سه بار آب کنیم و در استوانه بریزیم حجم استوانه پر می شود.پس حجم نیمکره یک سوم حجم استوانه است و حجم کره دو سوم حجم استوانه است.
حجم استوانه=
{\displaystyle \!V=(\pi r^{2}).(2r)=2\pi r^{3}}

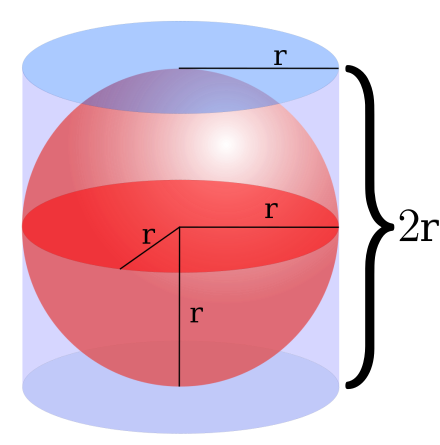
کره احاطه شده توسط استوانه

اگر نسبت حجم کره به حجم استوانه را بر حجم استوانه ضرب کنیم حجم کره بدست می آید
{\displaystyle V={\frac {2}{3}}2\pi r^{3}={\frac {4}{3}}\pi r^{3}}
که در اینجا r شعاع و d قطر کره است. ارشمیدس ابتدا این فرمول را با نشان دادن اینکه حجم درون یک کره دو برابر حجم بین کره و استوانه محصور آن کره است (با ارتفاع و قطر برابر با قطر کره) به دست آورد.  این را می توان با نوشتن یک مخروط به صورت وارونه در نیمکره ثابت کرد، با توجه به اینکه مساحت مقطع مخروط به اضافه سطح مقطع کره با سطح مقطع کره برابر است. استوانه محدود کننده، و استفاده از اصل کاوالیری .  این فرمول همچنین می تواند با استفاده از حساب انتگرال نیز به دست آورد، یعنی ادغام دیسک برای مجموع حجم های بی نهایت از دیسک های دایره ای با ضخامت بی نهایت کوچک که در کنار هم چیده شده اند و در امتداد محور x از ''x'' = - ''r'' تا ''x'' = ''r'' متمرکز شده اند ، با فرض اینکه کره شعاع r در مرکز قرار گرفته است. اصل و نسب.

### محاسبهٔ حجم کره با کمک مفهوم انتگرال

نیم کرهٔ مورد بحث

نخست حجم نیم کره را بدست می‌آوریم و چون کره متقارن است حجم یک کرهٔ کامل دو برابر حجم نیم کره می‌شود. فرض کنید این کره از تعداد بی شماری دیسک دایره‌ای با ضخامت بسیار کم ساخته شده‌است. مجموع (انتگرال) حجم این دیسک‌ها، حجم کرهٔ مورد نظر را می‌سازد. محور تمام این دیسک‌ها بر روی محور yها قرار دارد در نتیجه دیسکی که بر روی نقطهٔ h = ۰ قرار دارد، شعاعی برابر با r دارد (s = r) و دیسکی که در نقطهٔ h = r قرار دارد، شعاعی برابر با صفر دارد (s = ۰).
اگر ضخامت دیسک‌ها در هر نقطهٔ دلخواه h، برابر با δh باشد، آنگاه حجم دیسک برابر خواهد بود با مساحت مقطع دیسک در ضخامت آن:
{\displaystyle \!\delta V\approx \pi s^{2}\cdot \delta h.}
پس حجم کل نیم کره برابر است با مجموع حجم دیسک‌ها:
{\displaystyle \!V\approx \sum \pi s^{2}\cdot \delta h.}
در بالای کره، شعاع دیسک‌ها بسیار کوچک و نزدیک به صفر است. در نتیجه برای بدست آوردن مجموع حجم دیسک‌ها باید از رابطهٔ بالا، انتگرال گرفت:
{\displaystyle \!V=\int _{0}^{r}\pi s^{2}dh.}
با توجه به قضیه فیثاغورس می‌دانیم که در هرنقطه بر روی محور عمودی داریم:
{\displaystyle \!r^{2}=s^{2}+h^{2}}
پس به جای {\displaystyle s^{2}} از رابطهٔ زیر که تابعی از مقدار {\displaystyle h^{2}} است استفاده می‌کنیم:
{\displaystyle \!r^{2}-h^{2}=s^{2}}
مقدار تازهٔ {\displaystyle s^{2}} را در انتگرال جایگذاری می‌کنیم:
{\displaystyle \!V=\int _{0}^{r}\pi (r^{2}-h^{2})dh.}
مقدار انتگرال برابر است با:
{\displaystyle \!V=\pi \left[r^{2}h-{\frac {h^{3}}{3}}\right]_{0}^{r}=\pi \left(r^{3}-{\frac {r^{3}}{3}}\right)-\pi \left(-0^{3}+{\frac {0^{3}}{3}}\right)={\frac {2}{3}}\pi r^{3}.}
حجم نیمی از کره برابر با {\displaystyle \!V={\frac {2}{3}}\pi r^{3}} است پس حجم کل کره می‌شود:
{\displaystyle \!V={\frac {4}{3}}\pi r^{3}.}
حجم کره در دستگاه مختصات قطبی نیز قابل محاسبه است که در آن حالت باید از رابطهٔ زیر استفاده کرد:
{\displaystyle \mathrm {d} V=r^{2}\sin \theta \,\mathrm {d} r\,\mathrm {d} \theta \,\mathrm {d} \varphi }
بنابراین حجم کره برابر با این رابطه است. 
{\displaystyle V=\int _{0}^{2\pi }\int _{0}^{\pi }\int _{0}^{r}r'^{2}\sin \theta \,dr'\,d\theta \,d\varphi =2\pi \int _{0}^{\pi }\int _{0}^{r}r'^{2}\sin \theta \,dr'\,d\theta =4\pi \int _{0}^{r}r'^{2}\,dr'\ ={\frac {4}{3}}\pi r^{3}.}

### روش دیگر[۴]

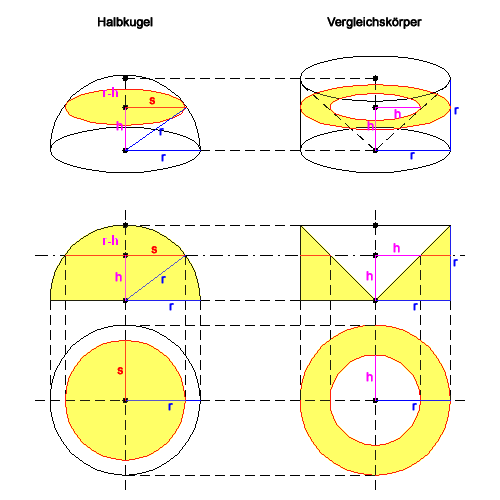
نگارهٔ مربوط به روش دوم

حجم کره، حجمی است که توسط سطح و رویه کره محدود شده است و فضای کره را اشغال کرده است.

#### اشتقاق ارشمیدسی
از نتیجهٔ قضیهٔ فیثاغورس داریم:
{\displaystyle s^{2}+h^{2}\,=\,r^{2}}

مساحت هر دیسک یا مساحت مقطع مخروط در هر برش عرضی از مقطع شکل برابر است با:
{\displaystyle A_{1}\,=\,\pi s^{2}=\pi (r^{2}-h^{2})=\pi r^{2}-\pi h^{2}}

بر اساس بازتابی از ریاضیدانان ارشمیدس یونانی، برای نیمکره ای با شعاع {\displaystyle r} میدان مرجعی وجود دارد که حجم آن با نیمکره مطابقت دارد، اما محاسبه آسان است. این بدنه مقایسه با تبدیل یک استوانه (به طور دقیق تر: یک استوانه دایره ای راست) با شعاع سطح پایه {\displaystyle r} و ارتفاع {\displaystyle r} به a مخروط (به طور دقیق تر: مخروط دایره ای راست) با شعاع پایه {\displaystyle r} و ارتفاع {\displaystyle r} حذف شده است. فکر کنم نادرست باشد برای همین ادامه ندادم

می توان از اصل کاوالیری برای اثبات اینکه نیمکره و جسم مقایسه دارای حجم یکسانی هستند استفاده کرد. این اصل مبتنی بر ایده تقسیم اجسام در نظر گرفته شده به برش های بی نهایت با ضخامت بی نهایت کوچک (بی نهایت کوچک) است. (یک جایگزین برای این روش استفاده از حساب انتگرال خواهد بود.) با توجه به اصل ذکر شده، سطوح تقاطع هر دو جسم را با صفحه که موازی و یک فاصله {\displaystyle h} از آن داده شده است. در مورد نیمکره، تقاطع یک ناحیه دایره ای است.
شعاع {\displaystyle s} این ناحیه دایره ای از قضیه فیثاغورث حاصل می شود:
{\displaystyle s^{2}+h^{2}\,=\,r^{2}}.
این برای محتوای رابط می دهد
{\displaystyle A_{1}\,=\,\pi s^{2}=\pi (r^{2}-h^{2})=\pi r^{2}-\pi h^{2}}.
از طرف دیگر، در مورد جسم مرجع، تقاطع یک حلقه دایره ای با شعاع بیرونی {\displaystyle r} و یک شعاع داخلی {\displaystyle h} است. مساحت این تقاطع بنابراین
{\displaystyle A_{2}\,=\,\pi r^{2}-\pi h^{2}}.
برای فاصله دلخواه {\displaystyle h} تا ناحیه پایه، دو ناحیه تقاطع در محتوای ناحیه توافق دارند. این از اصل کاوالیری ناشی می شود که نیمکره و بدن مقایسه دارای حجم یکسانی هستند.
اکنون می توان حجم بدن مقایسه و در نتیجه نیمکره را به راحتی محاسبه کرد:
یکی کمتر از حجم استوانه و یکی بیشتر از حجم مخروط.
{\displaystyle V_{\text{Zylinder}}=\pi r^{2}\cdot r=\pi r^{3}}
{\displaystyle V_{\text{Kegel}}={\frac {1}{3}}\pi r^{2}\cdot r={\frac {1}{3}}\pi r^{3}}
{\displaystyle V_{\text{Halbkugel}}=V_{\text{Vergleichskörper}}\,=\pi r^{3}-{\frac {1}{3}}\pi r^{3}={\frac {2}{3}}\pi r^{3}}
بنابراین، موارد زیر در مورد حجم کره (جامد) صدق می کند:
{\displaystyle V_{\text{Kugel}}\,=\,2\cdot V_{\text{Halbkugel}}={\frac {4}{3}}\pi r^{3}}.

#### اشتقاق جایگزین
کره را می توان به بی نهایت هرم با ارتفاع {\displaystyle r} (راس در مرکز کره) تقسیم کرد که قاعده کل آنها با سطح کره مطابقت دارد (به زیر مراجعه کنید). بنابراین حجم کل همه اهرام برابر است با:
{\displaystyle V={\frac {O\,r}{3}}={\frac {(4\pi r^{2})r}{3}}={\frac {4}{3}}\pi r^{3}}.

#### استخراج با استفاده از حساب انتگرال
شعاع در فاصله {\displaystyle x}:
{\displaystyle s={\sqrt {r^{2}-x^{2}}}}.
ناحیه دایره ای در فاصله {\displaystyle x}:
{\displaystyle A_{x}=\pi s^{2}}.
حجم کره{\displaystyle V}:
{\displaystyle V=\int _{-r}^{r}{A_{x}\,\mathrm {d} x}=\int _{-r}^{r}{\pi s^{2}\,\mathrm {d} x}=\int _{-r}^{r}{\left({r^{2}-x^{2}}\right)}\pi \,\mathrm {d} x=\int _{-r}^{r}\pi {r^{2}}\,\mathrm {d} x-\int _{-r}^{r}\pi {x^{2}}\,\mathrm {d} x}
{\displaystyle V=\pi r^{2}\left[x\right]_{-r}^{r}-{\frac {1}{3}}\pi \left[{x^{3}}\right]_{-r}^{r}}
{\displaystyle V=\pi r^{2}\left[r-(-r)\right]-{\frac {1}{3}}\pi \left[r^{3}-(-r)^{3}\right]=2\pi r^{3}-{\frac {2}{3}}\pi r^{3}={\frac {4}{3}}\pi r^{3}}.
حجم یک قطعه کروی {\displaystyle V_{\mathrm {KS} }} از ارتفاع {\displaystyle h} را می توان به همین ترتیب محاسبه کرد:
{\displaystyle V_{\mathrm {KS} }=\int _{r-h}^{r}{A_{x}\,\mathrm {d} x}=\pi r^{2}\left[x\right]_{r-h}^{r}-{\frac {1}{3}}\pi \left[{x^{3}}\right]_{r-h}^{r}}
{\displaystyle V_{\mathrm {KS} }=\pi r^{2}\left[r-(r-h)\right]-{\frac {1}{3}}\pi \left[r^{3}-(r-h)^{3}\right]=\pi r^{2}h-{\frac {1}{3}}\pi \left[r^{3}-(r^{3}-3r^{2}h+3rh^{2}-h^{3})\right]}
{\displaystyle V_{\mathrm {KS} }=\pi r^{2}h-\pi r^{2}h+\pi rh^{2}-{\frac {1}{3}}\pi h^{3}={\frac {\pi h^{2}}{3}}(3r-h)}.

#### مشتقات بیشتر
کره ای با شعاع {\displaystyle R} که مرکز آن در مبدا مختصات است، می تواند با معادله نمایش داده شود:
{\displaystyle K:~x^{2}+y^{2}+z^{2}\leq R^{2}}
توضیح داده می شود که در آن {\displaystyle x,\ y,\ z} مختصات فاصله هستند.
این مشکل را می توان به دو روش با استفاده از حساب انتگرال حل کرد:
ما کره را به یک مجموعه تهی لبسگو پارامتر بندی می کنیم{\displaystyle {\begin{pmatrix}x\\y\\z\end{pmatrix}}={\begin{pmatrix}r~\sin \vartheta ~\cos \varphi \\r~\sin \vartheta ~\sin \varphi \\r~\cos \vartheta \end{pmatrix}}\qquad (0\leq r\leq R,\ 0\leq \vartheta \leq \pi ,\ 0\leq \varphi \leq 2\pi )}.
با تعیین عملکردی:
{\displaystyle \det {\frac {\partial (x,y,z)}{\partial (r,\vartheta ,\varphi )}}=r^{2}\sin \vartheta }
عنصر حجم مورد نیاز {\displaystyle \mathrm {d} V} به عنوان نتیجه می‌شود:
{\displaystyle \mathrm {d} V=r^{2}\sin \vartheta \;\mathrm {d} r\,\mathrm {d} \varphi \,\mathrm {d} \vartheta }.
بنابراین حجم کره به این صورت داده می شود:
{\displaystyle {\begin{aligned}\int _{K}\mathrm {d} V&=\int _{0}^{\pi }\int _{0}^{2\pi }\int _{0}^{R}r^{2}\sin \vartheta \;\mathrm {d} r\,\mathrm {d} \varphi \,\mathrm {d} \vartheta \\&=\int _{0}^{R}r^{2}\mathrm {d} r\int _{0}^{2\pi }\mathrm {d} \varphi \int _{0}^{\pi }\sin \vartheta \;\mathrm {d} \vartheta \\&={\frac {R^{3}}{3}}\cdot 2\pi \cdot 2\\&={\frac {4}{3}}\pi R^{3}.\\\end{aligned}}}
امکان دیگر از طریق مختصات قطبی است:
{\displaystyle {\begin{aligned}\int _{K}\!\mathrm {d} V&=\iint \limits _{x^{2}+y^{2}\leq R^{2}}\left(\int \limits _{-{\sqrt {R^{2}-x^{2}-y^{2}}}}^{\sqrt {R^{2}-x^{2}-y^{2}}}\mathrm {d} z\right)\mathrm {d} y\,\mathrm {d} x\\&=\iint \limits _{x^{2}+y^{2}\leq R^{2}}2{\sqrt {R^{2}-x^{2}-y^{2}}}\,\mathrm {d} y\,\mathrm {d} x.\end{aligned}}}
اکنون دستگاه مختصات دکارتی به سیستم مختصات قطبی تبدیل می شود، به این معنی که ادغام پس از تغییر سیستم مختصات با استفاده از متغیرهای {\displaystyle \,\!\varphi } و {\displaystyle \,\!r} به جای {\displaystyle \,\!x} و {\displaystyle \,\!y}. انگیزه این تحول، ساده سازی قابل توجه محاسبه در دوره بعدی است. برای دیفرانسیل این به این معنی است: {\displaystyle \mathrm {d} y\,\mathrm {d} x\;\xrightarrow {\text{می‌شود}} \;r\,\mathrm {d} r\,\mathrm {d} \varphi }
{\displaystyle {\begin{aligned}\int _{K}\!\mathrm {d} V&=\int \limits _{0}^{2\pi }\int \limits _{0}^{R}2{\sqrt {R^{2}-r^{2}}}\;r\,\mathrm {d} r\,\mathrm {d} \varphi \\&=2\pi \int \limits _{0}^{R}2{\sqrt {R^{2}-r^{2}}}\;r\,\mathrm {d} r\\&=2\pi (-1){\frac {2}{3}}\left[{\sqrt {(R^{2}-r^{2})^{3}}}\right]_{r=0}^{R}\\&={\frac {4}{3}}\pi R^{3}.\end{aligned}}}
راه دیگر با کمک فرمول بدنه های انقلاب:
اگر قطعه ای از سطح را حول یک محور مکانی ثابت بچرخانید، جسمی با حجم معین به دست می آورید. در مورد یک ناحیه دایره ای، یک کره تشکیل می شود. این را می توان به عنوان یک سکه در حال چرخش تجسم کرد.
فرمول کلی برای چرخش بدن انقلاب حول محور x به دست می‌دهد:
{\displaystyle V=\pi \int _{a}^{b}[f(x)]^{2}\mathrm {d} x=\pi \int _{a}^{b}y^{2}\,\mathrm {d} x}.
معادله به صورت دایره ای است:
{\displaystyle (x-x_{M})^{2}+(y-y_{M})^{2}\,=\,r^{2}}
با مرکز:
{\displaystyle M={\begin{pmatrix}x_{M}\\y_{M}\end{pmatrix}}={\begin{pmatrix}0\\0\end{pmatrix}}}.
با وصل کردن معادله دایره، دریافت می کنیم"
{\displaystyle x^{2}+y^{2}=r^{2}\Leftrightarrow y^{2}=r^{2}-x^{2}}.
با جایگزین کردن فرمول بدنه های چرخشی حول محور x، دریافت می کنیم:
{\displaystyle {\begin{aligned}V_{\text{Kugel}}&=\pi \int _{-r}^{r}\left(r^{2}-x^{2}\right)\,\mathrm {d} x\\&=\pi \left[r^{2}x-{\frac {1}{3}}x^{3}\right]_{-r}^{r}\\&=\pi \left(r^{3}-{\frac {1}{3}}r^{3}\right)-\pi \left(r^{2}\cdot (-r)-{\frac {1}{3}}(-r)^{3}\right)\\&=\pi \left[\left({\frac {2}{3}}r^{3}\right)-\left(-{\frac {2}{3}}r^{3}\right)\right]\\&={\frac {4}{3}}\pi r^{3}.\\\end{aligned}}}

## مساحت کره
مساحت کره از رابطهٔ زیر بدست می‌آید:
{\displaystyle \!A=4\pi r^{2}.}
ارشمیدس نخستین کسی بود که توانست مساحت کره را بدست آورد. مشتق حجم کره نسبت به r، شعاع کره، مساحت کره را بدست می‌دهد. می‌توان این گونه تصور کرد که حجم یک کره برابر است با مجموع مساحت‌های بیشمار پوستهٔ کروی با ضخامت ناچیز که شعاع آن‌ها از ۰ تا r می‌تواند متفاوت باشد. در نتیجه اگر هریک از جزء حجم‌های کره را با δV، ضخامت هر پوسته را با δr و مساحت هر پوستهٔ کروی با شعاع r با A(r) نمایش دهیم؛ رابطهٔ زیر میان این متغیرها برقرار خواهد بود:
{\displaystyle \delta V\approx A(r)\cdot \delta r\,}
حجم کل برابر است با مجموع حجم هریک از این پوسته‌ها:
{\displaystyle V\approx \sum A(r)\cdot \delta r}
هنگامی که δr به سمت صفر میل می‌کند باید از انتگرال بجای سیگما استفاده کنیم:
{\displaystyle V=\int _{0}^{r}A(r)\,dr}
چون قبلاً فرمول حجم کره را بدست آورده‌ایم، پس خواهیم داشت:
{\displaystyle {\frac {4}{3}}\pi r^{3}=\int _{0}^{r}A(r)\,dr}
از دو سر رابطهٔ بالا مشتق می‌گیریم:
{\displaystyle \!4\pi r^{2}=A(r)}
که در حالت عمومی به صورت زیر نوشته می‌شود:
{\displaystyle \!A=4\pi r^{2}}
در دستگاه مختصات قطبی جزء سطح به صورت {\displaystyle dA=r^{2}\sin \theta \,d\theta \,d\phi } و در دستگاه مختصات دکارتی به صورت {\displaystyle dS={\frac {r}{\sqrt {r^{2}-\sum _{i\neq k}x_{i}^{2}}}}\Pi _{i\neq k}dx_{i},\;\forall k} بدست می‌آید.
مساحت کل کره از انتگرال جزء سطح در تمام سطح کره بدست می‌آید:
{\displaystyle A=\int _{0}^{2\pi }\int _{0}^{\pi }r^{2}\sin \theta \,d\theta \,d\phi =4\pi r^{2}.}

### روش دیگر[۴]
سطح کره، سطح دو بعدی است که لبه کره را تشکیل می دهد. بنابراین مجموعه تمام نقاطی است که فاصله آنها از مرکز کره دارای مقدار ثابت {\displaystyle r} است. این یک منیفولد دو بعدی بسته است. مساحت آن را همانطور که گفتیم برابر با {\displaystyle {A}=4\pi {r^{2}}} است که این یعنی چهار برابر با مساحت دایره و دو سوم و همان مساحت سطح استوانه دایره‌ای است که کره را در بر می گیرد.برای یک حجم معین، کره کوچکترین سطح را در بین تمام اجسام ممکن دارد.

#### محاسبه مساحت
اگر یک کره را به زیر تقسیم کنید:
- لایه های هر کدام با ارتفاع {\displaystyle d} باشد.

- طولی که در خط استوا نیز {\displaystyle d} از هم فاصله دارند.

و اجازه دهید {\displaystyle d} برای {\displaystyle 0} تلاش کند،
- بنابراین طول {\displaystyle c} هر سلول برعکس متناسب با {\displaystyle x} است—یعنی با فاصله آن از محور مرکزی.

این از تصویر بالا در سمت راست مشخص است: {\displaystyle x} فاصله نقطه مماس تا محور مرکزی است. مماس بر "سخن" {\displaystyle r} عمود است و دو مثلث (راست) مشابه هستند. بر این اساس:
{\displaystyle c={\frac {r}{x}}{d}}.
- با این حال، عرض هر فیلد با {\displaystyle x} متناسب است.

این به طور مستقیم از نقاشی زیر، "نمای بالا" دنبال می شود.
بنابراین طول ضرب در عرض همیشه یکسان است، یعنی. همه میدان های مربع مساحت یکسانی دارند.
مساحت خط استوا {\displaystyle d^{2}} است ({\displaystyle c\cdot d} که در آن {\displaystyle c} به {\displaystyle d} تمایل دارد زیرا {\displaystyle >{\frac {r}{x}}} در خط استوا به {\displaystyle 1} سریعتر از {\displaystyle d} به {\displaystyle 0} تمایل دارد. از آنجایی که همه فیلدها دارای محتوای {\displaystyle d^{2}} هستند و در مجموع (تعداد فیلدها در جهت افقی ضربدر تعداد فیلدها در جهت عمودی، به عنوان مثال) وجود دارد {\displaystyle {\frac {\text{size}}{d}}\cdot {\frac {\text{diameter}}{d}}={\frac {2\pi r\cdot 2r}{d^{2}}}} در آنجا فیلد می‌شود مساحت کل همه فیلدها است: {\displaystyle {A}={4}\pi {r^{2}}}.

#### مشتق جایگزین با استفاده از حجم کره
کره ای را می توان متشکل از بی نهایت بی نهایت کوچک (بی نهایت کوچک) هرم تصور کرد. پایه های این اهرام با هم سطح کره را تشکیل می دهند. ارتفاع اهرام برابر با شعاع کره {\displaystyle r} است. از آنجایی که حجم هرم با فرمول {\displaystyle V_{P}={\tfrac {1}{3}}Gh} داده می‌شود، یک رابطه متناظر با حجم کل همه هرم‌ها، یعنی حجم کره اعمال می‌شود:
{\displaystyle V={\frac {1}{3}}A_{O}r} ({\displaystyle A_{O}}
بر اساس پیدا کردن حجم کره به صورت مساحت کره برابر با:
{\displaystyle {\frac {4}{3}}\pi r^{3}={\frac {1}{3}}A_{O}r}
{\displaystyle A_{O}=4\pi r^{2}}

#### مشتق جایگزین با استفاده از حجم یک کره و حساب دیفرانسیل
حجم کره بر اساس این فرمول{\displaystyle V={\frac {4}{3}}\pi r^{3}}تعریف میشود و از سوی دیگر، سطح با توجه به تغییر حجم تعریف می شود:
{\displaystyle A_{O}={\frac {\mathrm {d} V}{\mathrm {d} r}}=4\pi r^{2}}
این است که فرمول سطح بلافاصله از مشتق فرمول حجم پیروی می کند.

#### استخراج با استفاده از حساب انتگرال
به صورت انتگرالی اینگونه بدست می آید
{\displaystyle A_{O}=2\pi \int \limits _{a}^{b}f(x){\sqrt {1+(f'(x))^{2}}}\,\mathrm {d} x}
برای سطح جانبی بدنه چرخشی:
{\displaystyle {\begin{aligned}A_{O}&=2\pi \int \limits _{-r}^{r}{\sqrt {r^{2}-x^{2}}}{\sqrt {1+\left({\frac {-x}{\sqrt {r^{2}-x^{2}}}}\right)^{2}}}\,\mathrm {d} x\\&=2\pi \int \limits _{-r}^{r}{\sqrt {r^{2}-x^{2}}}{\sqrt {\frac {r^{2}}{r^{2}-x^{2}}}}\,\mathrm {d} x\\&=2\pi \int \limits _{-r}^{r}r\,\mathrm {d} x\\&=2\pi r\int \limits _{-r}^{r}1\,\mathrm {d} x\\&=4\pi r^{2}\end{aligned}}}

#### استخراج با استفاده از حساب انتگرال در مختصات کروی
برای عنصر سطح روی سطوح {\displaystyle r} = ثابت در مختصات کروی اعمال می شود:
{\displaystyle \mathrm {d} A=r^{2}\sin \theta \,\mathrm {d} \theta \,\mathrm {d} \varphi }.
این امر محاسبه سطح را آسان می کند:
{\displaystyle {\begin{aligned}A_{O}&=\int \limits _{0}^{2\pi }\int \limits _{0}^{\pi }1\,\mathrm {d} A\\&=\int \limits _{0}^{2\pi }\int \limits _{0}^{\pi }r^{2}\sin \theta \,\mathrm {d} \theta \,\mathrm {d} \varphi \\&=2\pi r^{2}\int \limits _{0}^{\pi }\sin \theta \,\mathrm {d} \theta \\&=4\pi r^{2}\end{aligned}}}